# وليك أباد
وليك أباد (بالفارسية: ولیک‌آباد) هي قرية تقع في غلستان في إيران. يقدر عدد سكانها بـ 470 نسمة بحسب إحصاء 2016.